# باکلان والبرگ
باکلان والبرگ (نام علمی: Phalacrocorax neglectus) نام یک گونه از سرده باکلانان است.